# Châteauvillain
Châteauvillain – miejscowość i gmina we Francji, w regionie Grand Est, w departamencie Górna Marna, położona nad rzeką Aujon. Pierwszy człon nazwy miejscowości pochodzi od łac. castellum, „miejsce warowne”, „zamek”, por. kasztel. Drugi człon natomiast, choć już w XII w. był intrepretowany jako przymiotnik „wiejski”, na co wskazuje zapis z 1143 r. Castrum Rusticum super fluvium Augio, w rzeczywistości jest imieniem fundatora lub jednego z posiadaczy zamku, tj. germańskim imieniem, dość częstym we Francji w XI i XII wieku, latynizowanym jako Willencus (Wilhelm).
Według danych na rok 1990 gminę zamieszkiwało 1760 osób, a gęstość zaludnienia wynosiła 17 osób/km².